# Fuente Tovar
Fuente Tovar (antaño conocida como Fuentelpuerco) es una localidad española del municipio de Velamazán, perteneciente a la provincia de Soria, en la comunidad autónoma de Castilla y León.

## Geografía
La localidad, ubicada en el partido judicial de Almazán, formó parte de la comunidad de villa y tierra de Berlanga.

## Historia
Los duques de Frías, apellidados Tovar, fueron señores de ese lugar, como de toda la Tierra de Berlanga.
Sobre la base de los datos del censo de Pecheros de 1528, en el que no se contaban eclesiásticos, hidalgos y nobles, se registra la existencia 73 pecheros, es decir unidades familiares que pagaban impuestos. En el manuscrito original ya aparece la localidad como Fuentelpuerco.
A la caída del Antiguo Régimen la localidad se constituye en municipio constitucional, manteniendo su nombre de Fuentelpuerco en la región de Castilla la Vieja, partido de Almazán, que en el censo de 1842 contaba con 23 hogares y 91 vecinos. A mediados del siglo XIX, el lugar tenía contabilizadas 24 casas. Aparece descrito en el octavo volumen del Diccionario geográfico-estadístico-histórico de España y sus posesiones de Ultramar de Pascual Madoz de la siguiente manera:

FUENTE EL PUERCO: l. con ayunt. en la prov. de Soria (7 leg.), part. jud. de Almazan (3), aud. terr. y c. g. de Burgos (28), dióc. de Sigüenza (8): sit. á la falda N. de un cerro, con buena ventilacion y clima sano. Tiene 24 casas, la de ayunt., escuela de instruccion primaria frecuentada por 8 alumnos, á cargo de un maestro, á la vez sacristan y secretario de ayunt., dotado con 24 fan. de trigo comun; una igl. parr. (San Pedro), servida por un cura de provision real y ordinaria, previo concurso. Confina el térm. N. r. Duero; E. Rebollo; S. Ciruela y Casillas, y O. Berlanga: dentro de él se encuentra una fuente de esquisitas aguas, que provee al vecindario para beber y demas necesidades domésticas, y con el sobrante se riegan 12 huertecitos; las ruinas de una ermita (Ntra. Sra. de Miralrio); las de una aceña y el desp. de Torremocha. El terreno en lo general es de buena calidad; le baña un pequeño arroyo llamado Torremooha; hay una deh. boyal y tres pequeños montes de encina y roble. caminos: los locales y el de calzada que dirije á Valíadolid, en la cual hay una venta que llaman del Curro. correo: se recibe y despacha en la estafeta de Almazan por un cartero. prod.: trigo, cebada, centeno, avena, yeros y almortas; se cria ganado lanar y las caballerias necesarias para la agricultura; abunda la caza de perdices, conejos y liebres, y algunos animales dañinos como lobos y zorras. ind. la agrícola. comercio: esportacion de frutos sobrantes, é importacion de los art. de consumo que faltan. pobl.: 23 vec., 91 alm. cap. imp.: 35,830 rs.
(Madoz, 1847, p. 218)

A mediados del siglo XIX, entre el censo de 1842 y el 1857, este municipio desaparece porque se integra en el de Rebollo de Duero.

## Demografía
En el año 1981 contaba con 35 habitantes, concentrados en el núcleo principal, pasando a 15 en 2010, 10 varones y 5 mujeres.
| Gráfica de evolución demográfica de Fuente Tovar entre 2000 y 2010                               |
|                                                                                                  |
| Población de derecho (2000-2010) según los censos de población del INE a 1 de enero de cada año. |

## Patrimonio
- Iglesia parroquial católica dedicada a San Pedro.[3]
- Ruinas de la ermita de Miralrío.[3]
- Gonzalo Martínez Díez contaba que al norte de su antiguo término se encuentra el despoblado de Torremocha, paraje de "Loma de Torremocha".[5]
- El roblealto de Fuentelpuerco.[6]